# Дионисио Мехија
Дионисио Мехија Вијера (шп. Dionisio Mejía Vieyra, 6. јануар 1907 — 17. јул 1963) био је мексички фудбалски нападач који је једном наступио за Мексико на ФИФА-ином светском првенству 1930.

## Репрезентативна каријера

### Репрезентативни голови
| Датум          | Место одржавања                     | Противник        | Погодак | Конкуренција                                       |
| -------------- | ----------------------------------- | ---------------- | ------- | -------------------------------------------------- |
| 4. марта 1934  | Парк Нецака, Мексико Сити, Мексико  | Куба             | 1 –0    | Квалификације за Светско првенство у фудбалу 1934. |
| 4. марта 1934  | Парк Нецака, Мексико Сити, Мексико  | Куба             | 2 –0    | Квалификације за Светско првенство у фудбалу 1934. |
| 4. марта 1934  | Парк Нецака, Мексико Сити, Мексико  | Куба             | 3 –0    | Квалификације за Светско првенство у фудбалу 1934. |
| 11. марта 1934 | Парк Нецака, Мексико Сити, Мексико  | Куба             | 2 –0    | Квалификације за Светско првенство у фудбалу 1934. |
| 11. марта 1934 | Парк Нецака, Мексико Сити, Мексико  | Куба             | 3 –0    | Квалификације за Светско првенство у фудбалу 1934. |
| 11. марта 1934 | Парк Нецака, Мексико Сити, Мексико  | Куба             | 5 –0    | Квалификације за Светско првенство у фудбалу 1934. |
| 24. маја 1934  | Стадион Национале ПНФ, Рим, Италија | Сједињене Државе | 2 –3    | Квалификације за Светско првенство у фудбалу 1934. |